# Guam tại Thế vận hội
Guam đã tham dự 8 Thế vận hội Mùa hè và 1 Thế vận hội Mùa đông. Duy nhất hai vận động viên (VĐV) Guam từng qua được vòng thi đấu đầu tiên, Sean Pangelinan (canoeing) và Ricardo Blas Jr (Judo). Tại kỳ vận hội năm 2008 ở Bắc Kinh, Pangelinan vào tới bán kết 500m C-1  và Blas Jr tiến tới vòng 16 hạng cân 100 kg+ môn Judo tại Luân Đôn 2012.

## Bảng huy chương

### Thế vận hội Mùa hè
| Thế vận hội         | Số VĐV        | Vàng          | Bạc           | Đồng          | Tổng số       | Xếp thứ       |
| 1896–1984           | không tham dự | không tham dự | không tham dự | không tham dự | không tham dự | không tham dự |
| Seoul 1988          | 20            | 0             | 0             | 0             | 0             | –             |
| Barcelona 1992      | 22            | 0             | 0             | 0             | 0             | –             |
| Atlanta 1996        | 8             | 0             | 0             | 0             | 0             | –             |
| Sydney 2000         | 7             | 0             | 0             | 0             | 0             | –             |
| Athens 2004         | 4             | 0             | 0             | 0             | 0             | –             |
| Bắc Kinh 2008       | 6             | 0             | 0             | 0             | 0             | –             |
| Luân Đôn 2012       | 8             | 0             | 0             | 0             | 0             | –             |
| Rio de Janeiro 2016 | 5             | 0             | 0             | 0             | 0             | –             |
| Tokyo 2020          | chưa diễn ra  |               |               |               |               |               |
| Tổng số             | Tổng số       | 0             | 0             | 0             | 0             | –             |

### Thế vận hội Mùa đông
| Thế vận hội  | Số VĐV  | Vàng | Bạc | Đồng | Tổng số | Xếp thứ |
| Calgary 1988 | 1       | 0    | 0   | 0    | 0       | –       |
| Tổng số      | Tổng số | 0    | 0   | 0    | 0       | –       |